# Isapostole

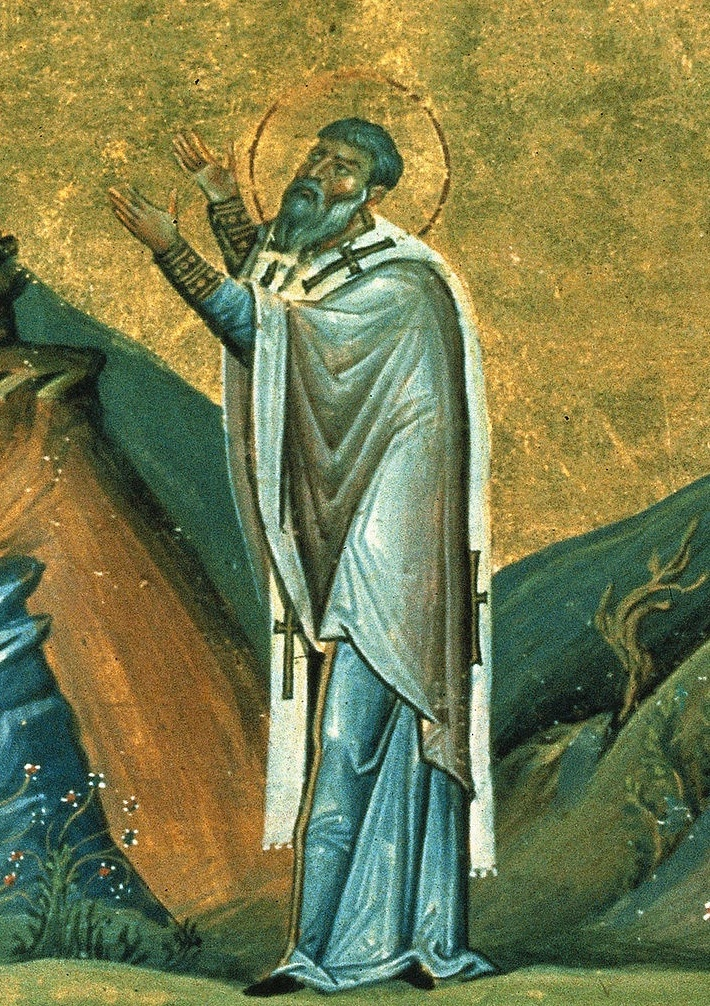
L’isapôtre Abercius d’Hierapolis, évêque de Hierapolis

Les isapostoles ou isapôtres sont les saintes et les saints qui sont considérés égaux aux Apôtres (en grec ancien : ἰσαπόστολοι / isapóstoloi).

## Liste
- Marie de Magdala
- Photine la Samaritaine
- Thècle d'Iconium
- Abercius d'Hiérapolis
- Hélène (mère de Constantin)
- Constantin Ier (empereur romain)
- Nino de Géorgie
- Mirvan III d'Ibérie
- Patrick d'Irlande
- Photios Ier de Constantinople
- Cyrille et Méthode
- Boris Ier de Bulgarie
- Olga de Kiev
- Vladimir Ier
- Étienne Ier de Hongrie
- Sava de Serbie
- Côme d'Étolie
- Innocent de Moscou
- Nicolas du Japon